# Victorious (canção de Panic! at the Disco)
"Victorious" é uma canção de rock alternativo gravada pela banda americana de rock Panic! at the Disco, lançada como segundo single do quinto álbum de estúdio da banda, com título ainda a ser divulgado. Foi lançada em 29 de setembro de 2015 pelas gravadoras Fueled By Ramen e DCD2, primeiro lançamento da banda na gravadora.
A canção se tornou a primeira da banda a atingir o topo de vendas da loja virtual do iTunes no seu segundo dia de lançamento. Também atingiu o topo de vendas na sessão de canções alternativas.

## Composição e lançamento
"Victorious" foi anunciada como novo single da banda no dia 25 de setembro de 2015, pelo perfil oficial da banda no Twitter, anunciando seu lançamento para o dia 29 de setembro do mesmo ano. No dia 28 de setembro de 2015 a banda lançou uma prévia da canção no Instagram oficial da banda. No dia 29 de setembro, a banda lançou o áudio oficial da canção, disponibilizando também a canção para download e também no Spotify.
No mesmo dia do lançamento, o vocalista da banda, Brendon Urie, postou na página oficial da banda no Facebook explicando sobre a composição da canção. Ele disse:
Eu nunca fui bom nos esportes. Nunca era o primeiro a ser escolhido pros times. Mas o que eu perdia nesse sentido, eu compensava em paixão e intensidade. Eu era o cara que era conhecido por dar uma de louco. O cara que dizia: "Dane-se, eu posso fazer isso!" Isso que é ser vitorioso. Dar tudo de si quando se tem apenas isso. Dê o melhor de si para ter um gosto do paraiso. Então eu digo: dê a eles o gosto de seu veneno. Enlouqueça-os. Hoje, nós somos vitoriosos.

A primeira apresentação ao vivo da música está marcada para 10 de outubro de 2015, em um show no Red Rocks Amphitheatre, em Morrison, Colorado.

## Lista de faixas
| Download digital single |              |         |  |
| N.º                     | Título       | Duração |  |
| 1.                      | "Victorious" | 2:58    |  |

## Desempenho nas tabelas musicais
| Tabela musical (2015)                      | Melhor posição |
| ------------------------------------------ | -------------- |
| Estados Unidos - Billboard Hot 100         | 89             |
| Estados Unidos (Alternative Digital Songs) | 3              |
| Estados Unidos (Bubbling Under Hot 100)    | 3              |
| Estados Unidos (Digital Songs)             | 23             |
| Estados Unidos (Hot Rock Songs)            | 7              |
| Estados Unidos (Rock Digital Songs)        | 3              |
| Estados Unidos (Twitter Top Tracks)        | 10             |

## Histórico de lançamento
| País           | Data                   | Formato           | Gravadora            | Ref    |
| -------------- | ---------------------- | ----------------- | -------------------- | ------ |
| Estados Unidos | 29 de setembro de 2015 | Download digital  | DCD2 Fueled by Ramen | [ 1 ]  |
| Alemanha       | 30 de setembro de 2015 | Download digital  | DCD2 Fueled by Ramen | [ 17 ] |
| Estados Unidos | 20 de outubro de 2015  | Alternative radio | DCD2 Fueled by Ramen | [ 18 ] |